# Sender de la Costa Sud-oest (Gran Bretanya)
El Sender de la Costa Sud-oest (en anglès: South West Coast Path) és un dels senders de gran recorregut més llargs de la Gran Bretanya.
Té 1.014 km des de Minehead, Somerset, i segueix la costa de Devon i de Cornualla, fins al port de Poole, Dorset.
Té molts desnivells, ja que passa pels estuaris de molts rius, platges i penya-segats, per això algunes parts són tot un desafiament.
Passa per molts indrets amb estatus especial o protegit (Parcs Nacionals, etc.), i per dos indrets designats com Patrimoni de la Humanitat: la costa de Dorset i Devon est, anomenada la Costa Juràssica (designada el 2001), i el paisatge miner de Cornualla i Devon oest (designat el 2007).
El sender té el seu origen en els camins de ronda dels guardacostes que vigilaven els fars i els contrabandistes.
Actualment és un important atractiu turístic per a les zones per on passa, ja que el dret anglès dona dret de pas pels camins històrics encara que passin per propietat privada.
La South West Coast Path Association és una entitat benèfica que fa campanyes per la promoció i la conservació del sender.

## Recorregut
- Somerset
  - Minehead
  - Parc nacional d'Exmoor
  - Riu Heddon
- Devon nord
  - Lynton
  - Ilfracombe. A uns 19 km a l'oest hi ha l'illa de Lundy, que és reserva natural.
  - Estuari del riu Taw i el riu Torridge
  - riu Abbey
- Cornualla nord
  - Marsland Valley (zona protegida a la frontera entre Cornualla i Devon)
  - Flexbury
  - Bude
  - Boscastle (davant de l'illot de Meachard)
  - Port Isaac
  - Polzeath
  - Estuari del riu Camel (es passa amb el Black Tor Ferry entre Rock i Padstow)
  - Padstow
  - Trevose
  - Newquay
  - Estuari del riu Gannel
  - Holywell
  - Perranporth
  - Porthtowan
  - Portreath
- Cornualla oest
  - Estuari del riu Hayle
  - Saint Ives
  - Zennor
  - Pendeen
  - Cape Cornwall (Saint Just)
  - Sennen Cove (Sennen)
  - Land's End, que és l'extrem oest de la Gran Bretanya. Les Illes Scilly són a uns 45 km a l'oest del cap de Land's End.
  - Porthcurno
  - Mousehole (davant l'illa de Saint Clements)
  - Newlyn
  - Penzance
- Cornualla sud
  - Longrock
  - Saint Michael's Mount (una illa que la marea baixa converteix en península)
  - Marazion
  - Perranuthnoe
  - Prussia Cove
  - Praa Sands
  - Porthleven
  - Llacuna de Loe (separada per una barra de sorra del mar)
  - Gunwalloe
  - Mullion (davant de l'illot de Mullion)
  - Predannack
  - Kynance Cove
  - Lizard Point, que és l'extrem sud de la Gran Bretanya.
  - Landewednack
  - Cadgwith
  - Coverack
  - Porthoustock
  - Porthallow
  - Gillan (on es pot tallar passant a gual l'allargada caleta Gillan amb la marea ben baixa)
  - Manaccan
  - Estuari del riu Helford (es passa amb el ferry entre Helford i Helford Passage)
  - Durgan
  - Mawnan
  - Maenporth
  - Swanpool
  - Falmouth
  - Estuari del riu Fal (es passa amb el ferry a St Mawes i Place Creek)
  - Riu Fowey (es passa amb el ferry de Polruan)
  - Polperro
  - es passa davant l'illa de Saint Georges
  - Estuaris del riu Looe
  - Estuari del riu Tamar, que marca el límit entre Cornualla i Devon (es passa amb el ferry entre Cremyll i Stonehouse, ja a Plymouth)
- Devon sud
  - Plymouth
  - Riu Plym
  - Riu Yealm (es passa amb el ferry de Warren Point)
  - Riu Erme
  - Riu Avon
  - Estuari del riu Kingsbridge (es passa amb el ferry entre Salcombe i East Portlemouth)
  - Start point
  - La llarga barra que separa la llacuna Slapton Ley del mar
  - Riu Dart (ferry entre Dartmouth i Kingswear)
  - Brixham
  - Torquay
  - Riu Teign (ferry entre Shaldon i Teignmouth)
  - Riu Exe (ferry entre Starcross i Exmouth)
  - Overcombe (que marca el principi de la Costa Juràssica)
  - Riu Otter
  - Riu Sid, Sidmouth
- Dorset
  - Lyme Regis
  - Charmouth
  - Eype
  - Entra terra endins vora Abbotbury per seguir la llarguíssima llacuna que forma la barra de sorra de Chesil Beach
  - Entra a l'Illa de Portland (que la marea baixa fa península)
  - Weymouth
  - West Lulworth
  - l'anomenada Illa de Purbeck (que no és pas una illa sinó una península)
  - Swanage
  - Badia de Studland (que marca el final de la Costa Juràssica)
  - Port de Poole, un dels ports naturals més grans del món. El sender acaba a South Haven Point, l'extrem oest del port, allà un ferry permet passar cap a Sandbanks, l'àrea a l'est del port de Poole.

## Accessos
Hi ha serveis regulars de tren des d'altres parts de la Gran Bretanya cap al sud-oest. Les estacions de destinació principals són Barnstaple, Exeter, Newquay, Penzance i Plymouth. Des d'aquests llocs hi ha altres línies locals de tren o autobús que connecten amb molts altres indrets del sender.
A més, els aeroports d'Exeter i de Newquay reben vols nacionals i internacionals.
També hi ha una línia de vaixell fluvial que baixa pel riu Fal des de Truro fins a Falmouth, la companyia Fal River Enterprise Boats